# Bein' Green
Bein' Green ("Essere verde") è una canzone scritta da Joe Raposo, originariamente eseguita dal Muppet Kermit su Sesamo apriti e poi da Frank Sinatra e altri artisti.

## Versione di Kermit (Jim Henson)
Nella versione dei Muppet, Kermit (Jim Henson) comincia il brano lamentandosi della sua colorazione verde della pelle, dicendo che il verde «si fonde con tante cose ordinarie» e di voler essere un altro colore. Alla fine della canzone, però, Kermit ricorda associazioni positive con il verde, finendo per accettare il suo colore.
La prima versione dei Muppet fu eseguita nel 1969 e successivamente la canzone fu eseguita diverse volte da Kermit su Sesamo apriti durante gli anni settanta, e poi, due volte su The Muppet Show nella prima e seconda stagione.

## Altre versioni
- - Jim Henson come Kermit the Frog, varie produzioni dei Muppet, a partire daThe Sesame Street Book & Record in 1970, fino al 1990 dopo la morte di Henson
  - Steve Whitmire come Kermit the Frog, varie produzioni dei Muppet (1990–2016)
  - Thurl Ravenscroft, 1970 album Rubber Duckie and Other Songs From Sesame Street
  - Frank Sinatra, 1971 album Sinatra & Company, questa registrazione sarebbe stata poi utilizzata in Sesame Street in un inserto animato da Étienne Delessert.[1]
  - Lena Horne, 1971 album Nature's Baby
  - Urbie Green, 1972 album Bein' Green
  - Buddy Rich, 1972 album Stick It
  - Van Morrison, 1973 album Hard Nose the Highway
  - Stan Kenton, 1973 7.5 on the Richter Scale, intitolato "It's Not Easy Bein' Green"
  - Della Reese, 1973 album Let Me in Your Life
  - John Leyton, 1973 album omonimo
  - Diana Ross, 1974 album Live at Caesars Palace
  - Arthur Fiedler e il Boston Pops Orchestra, 1974 album You Will Be My Music
  - Ray Charles, 1975 album Renaissance; questa versione ha guadagnato popolarità grazie a un episodio di The Cosby Show, e Charles ha poi cantato un duetto con Kermit in Sesame Street e The Cher Show, oltre a cantare la canzone nello speciale del 1989 Sesame Street... 20 Years & Still Counting
  - Jackie McLean, 1978 album New Wine in Old Bottles
  - Mary O'Hara, 1981 album Colours[2]
  - Keith Harris and Orville the Duck, 1983 single
  - William Roy, 1986 single "When I Sing Alone"
  - Helen Merrill feat. Stan Getz, 1989 album Just Friends
  - Wilford Brimley, 1989 MDA Labor Day Telethon
  - Mandy Patinkin, 1990 album Dress Casual
  - Big Bird, 1990 Servizio commemorativo di Jim Henson
  - Bob McGrath, 1991 album Bob's Favorite Street Songs
  - Rowlf the Dog, 1993 album Ol' Brown Ears is Back
  - Jill O'Hara, 1993 album Jill O'Hara, intitolato "Green"
  - Shirley Horn, 1993 album Light Out of Darkness (A Tribute to Ray Charles)
  - Don Henley con Kermit, 1994 album Kermit Unpigged
  - Mike Campbell, 1994 album Easy Chair Jazz
  - Vanessa Rubin, 1995 album Vanessa Rubin Sings
  - Johnny Lytle, 1997 album Easy Easy, completamente strumentale
  - Don Rickles, 1997 Muppets Tonight episodio 205
  - Tony Bennett, 1998 album The Playground
  - Alan Muraoka, 2000 Evening at Pops[3]
  - Calvin Ray Johnson and Kermit 2001 The Jerry Lewis MDA Labor Day Telethon[4]
  - Oscar the Grouch, 2005 episodio Sesame Street,(con testo Grouchy modificato da Christine Ferraro)
  - Audra McDonald, 2006 album Build a Bridge[5]
  - Sophie Milman, 2007 album Make Someone Happy
  - Matthew White, Music and Sweet Poetry Agree
  - Take 6, 2008 album The Standard
  - Abelardo Montoya, 2009 episodio in spagnolo "Ser Verde" Plaza Sésamo [6]
  - Andrew Bird, 2011 album tributo/cover Muppets: The Green Album
  - Brenna Whitaker, 2015 album We Love Disney
  - Imelda May e il  RTÉ Concert Orchestra in un evento televisivo in diretta per celebrare il centenario del 1916 Easter Rising[7]
  - Matt Vogel come Kermit the Frog, 2018 The Jim Henson Retrospectacle Live in Concert[8]
  - Matt Vogel come Kermit the Frog e Elvis Costello, Speciale TV 2019 Sesame Street's 50th Anniversary Celebration
  - Jazz at Lincoln Center Orchestra, 2019 album Jazz for Kids
  - Matt Vogel come Kermit con Lucas Ross on banjo, 2024 UMD College of Arts and Humanities' Dean's Lecture Series'[9]
  - Eric Jacobson come Oscar the Grouch e Cynthia Erivo, 2024 su "Sesame Street's YouTube channel (uses altered lyrics from Season 36 version)."[10]

## di massa
La citazione della canzone "It's not easy bein' green" ("Non è facile essere verde") è una frase che da allora è apparsa in molti contesti della cultura popolare. Viene spesso citata come un'espressione di malinconia sulla propria sorte nella vita. Il brano è associato a questioni di identità e di individualità, ma anche con temi come l'amore di sé e la celebrazione della diversità, soprattutto in termini di razza (o "colore"), che è stato al centro del dibattito sociale all'interno della cultura americana al debutto della canzone. Con l'uso crescente di verde come riferimento per ambientalismo, la frase è spesso utilizzata in tale contesto.